# 木俣守前
木俣 守前（きまた もりちか）は、江戸時代近江彦根藩筆頭家老。木俣清左衛門家の第8代当主。

## 家系
木俣清左衛門家は、徳川家康の家臣で井伊直政に与力として付けられ、後に、彦根藩井伊家の筆頭家老となった木俣守勝に始まる家。楠木正成の孫正勝の末裔を称す。姓は橘氏。家紋は三つ盛鱗。
代々の当主は、「土佐」「清左衛門」を通称とし筆頭家老を務めた。特に、3代守明、5代守盈、10代守彝は執権職（幕政では大老に相当）に就いている。知行高は1万石。
12代畏三が、明治33年（1900年）に男爵に叙されている。

## 生涯
明和2年（1765年）11月11日、彦根藩筆頭家老木俣守将の子として生まれる。天明2年（1782年）11月、部屋住みながら家老となり、藩主直幸に仕えた。
寛政6年（1794年）9月、藩主直中が左近衛少将に昇進し、口宣御礼使者（叙位任官の勅命文書を伝奏から受け取る使者）を務めた。
寛政9年（1797年）2月、父守将の隠居により家督を相続し筆頭家老となる。寛政11年（1799年）4月、藩主直中に近江と山城の御鷹場巡見の供を命じられた。7月、直中に藩校稽古館開設を命じられる。
文政3年（1820年）2月、隠居して家督を守易に譲る。文政8年（1826年）11月23日死去。享年61。